# Светско првенство у хокеју на леду 1970.
Светско првенство у хокеју на леду 1970. је било 37. светско хокејашко првенство које се одржало од 14. до 30. марта 1970. у Шведској - Група А и Румунији – Групе Б и Ц. Такмичење је уједно представљало и 48. европско првенство за европске репрезентације.
Светско првенство је по десети пут освојио Совјетски Савез.

## Репрезентација Канаде
По први пут од када је хокеј постао олимпијски спорт 1920. године, Канада није послала тим на Светско првенство 1970. године након што је канадски министар здравља Џон Манро најавио повлачење тима са свих међународних такмичења као одговор на одлуку Међународне хокејашке федерације да дозволи професионалним играчима да учествују на међународним такмичењима. Канадски званичници били су фрустрирани због тога што су њихови најбољи играчи, који су се такмичили у Националној хокејашкој лиги, спречени да играју док је совјетским играчима који су били "запослени" у индустријским или војним организацијама које су имале "аматерске" тимове, било дозвољено да се такмиче. Првобитно је ИИХФ дозволио Канади и Сједињеним Америчким Државама да уврсте у тим до девет професионалних играча у својим репрезентацијама, под условом да нису били на списку НХЛ-а у тренутку када су били позвани у репрезентацију. Међутим државе Источног блока су протестовале код Ејверија Брандиџа, председника МОК-а, који је пресудио да ће учествовање професионалаца и аматера заједно угрозити статус хокеја као олимпијског спорта. Канада није учествовала у међународним хокејашким такмичењима све до 1977. године, када је ИИХФ донео одлуку која је омогућила учествовање професионалних играча. Уместо да се такмиче на међународним такмичењима, канадски званичници су помогли у организацији серије утакмица против Совјетског савеза у септембру 1972. године познату као Супер серија. У овим утакмицама учествовао је канадски тим састављен искључиво од НХЛ професионалаца.

## Светско првенство Група А – Стокхолм, Шведска
У Групи А су се такмичиле шест најбољих репрезентација које су се бориле од првог до шестог места. Првопласирана репрезентација је постала шампион света, а последње пласирана је испала у Групу Б.
| Датум    | Репрезентација  | Репрезентација  | Резултат | Трећине       |
| -------- | --------------- | --------------- | -------- | ------------- |
| 1. круг  |                 |                 |          |               |
| 14. март | Чехословачка    | Пољска          | 6:3      | (2:1,3:1,1:1) |
| 14. март | Совјетски Савез | Финска          | 2:1      | (0:0,0:0,2:1) |
| 14. март | Шведска         | Источна Немачка | 6:1      | (1:0,2:1,3:0) |
| 15. март | Финска          | Пољска          | 9:1      | (2:1,1:0,6:0) |
| 15. март | Совјетски Савез | Источна Немачка | 12:1     | (3:0,3:1,6:0) |
| 15. март | Чехословачка    | Шведска         | 4:5      | (2:2,1:1,1:2) |
| 16. март | Финска          | Источна Немачка | 1:0      | (1:0,0:0,0:0) |
| 17. март | Чехословачка    | Источна Немачка | 4:1      | (2:0,0:0,2:1) |
| 17. март | Совјетски Савез | Пољска          | 7:0      | (2:0,5:0,0:0) |
| 17. март | Шведска         | Финска          | 1:3      | (0:2,1:1,0:0) |
| 18. март | Чехословачка    | Совјетски Савез | 1:3      | (0:1,1:0,0:2) |
| 19. март | Шведска         | Пољска          | 11:0     | (4:0,2:0,5:0) |
| 20. март | Чехословачка    | Финска          | 9:1      | (1:0,5:1,3:0) |
| 20. март | Шведска         | Совјетски Савез | 4:2      | (1:1,2:0,1:1) |
| 21. март | Источна Немачка | Пољска          | 2:2      | (1:0,1:1,0:1) |
| 2. круг  |                 |                 |          |               |
| 22. март | Совјетски Савез | Финска          | 16:1     | (5:0,8:0,3:1) |
| 22. март | Чехословачка    | Пољска          | 10:2     | (5:0,2:2,3:0) |
| 23. март | Шведска         | Источна Немачка | 6:2      | (1:1,3:1,2:0) |
| 24. март | Совјетски Савез | Источна Немачка | 7:1      | (4:0,0:1,3:0) |
| 24. март | Финска          | Пољска          | 4:0      | (1:0,2:0,1:0) |
| 24. март | Чехословачка    | Шведска         | 2:2      | (0:1,1:0,1:1) |
| 25. март | Чехословачка    | Источна Немачка | 7:3      | (3:0,1:1,3:2) |
| 25. март | Совјетски Савез | Пољска          | 11:0     | (3:0,6:0,2:0) |
| 26. март | Шведска         | Финска          | 4:3      | (1:0,0:2,3:1) |
| 27. март | Чехословачка    | Совјетски Савез | 1:5      | (0:2,0:2,1:1) |
| 28. март | Источна Немачка | Финска          | 4:3      | (1:0,0:3,3:0) |
| 28. март | Шведска         | Пољска          | 5:1      | (4:0,1:0,0:1) |
| 28. март | Источна Немачка | Пољска          | 5:2      | (1:1,0:1,4:0) |
| 30. март | Чехословачка    | Финска          | 3:5      | (0:2,2:2,1:1) |
| 30. март | Совјетски Савез | Шведска         | 3:1      | (0:0,2:1,1:0) |

| 1 | Совјетски Савез | 10 | 9 | 0 | 1 | 68 | 11 | +57 | 18 |
| 2 | Шведска         | 10 | 7 | 1 | 2 | 45 | 21 | +24 | 15 |
| 3 | Чехословачка    | 10 | 5 | 1 | 4 | 47 | 30 | +17 | 11 |
| 4 | Финска          | 10 | 5 | 0 | 5 | 31 | 40 | -9  | 10 |
| 5 | Источна Немачка | 10 | 2 | 1 | 7 | 20 | 50 | -30 | 5  |
| 6 | Пољска          | 10 | 0 | 1 | 9 | 11 | 70 | -59 | 1  |

| Победник Светског првенства 1970. |
| Совјетски Савез Десета титула     |

| Победник Европског првенства 1970. |
| Совјетски Савез Четрнаеста титула  |

## Светско првенство Група Б – Букурешт, Румунија
У Групи Б су се такмичиле осам репрезентација које су се бориле од седмог до четрнаестог места. Последње две пласиране екипе су испале у Групу Ц.
| Датум       | Репрезентација   | Репрезентација  | Резултат | Трећине       |
| ----------- | ---------------- | --------------- | -------- | ------------- |
| 24. фебруар | Југославија      | Западна Немачка | 3:6      | (1:1,1:2,1:3) |
| 24. фебруар | Сједињене Државе | Јапан           | 11:1     | (4:1,3:0,4:0) |
| 24. фебруар | Швајцарска       | Бугарска        | 4:2      | (2:1,1:0,1:1) |
| 24. фебруар | Норвешка         | Румунија        | 4:3      | (2:0,2:0,0:3) |
| 25. фебруар | Сједињене Државе | Бугарска        | 19:1     | (6:1,7:0,6:0) |
| 25. фебруар | Западна Немачка  | Јапан           | 2:1      | (1:0,0:0,1:1) |
| 26. фебруар | Норвешка         | Швајцарска      | 4:2      | (2:1,1:1,1:0) |
| 26. фебруар | Југославија      | Румунија        | 3:4      | (0:0,1:1,2:3) |
| 27. фебруар | Норвешка         | Бугарска        | 8:3      | (4:0,2:2,2:1) |
| 27. фебруар | Сједињене Државе | Југославија     | 5:1      | (2:0,1:1,2:0) |
| 27. фебруар | Западна Немачка  | Швајцарска      | 3:1      | (0:0,3:0,0:1) |
| 27. фебруар | Румунија         | Јапан           | 4:8      | (0:2,4:1,0:5) |
| 28. фебруар | Сједињене Државе | Западна Немачка | 5:2      | (0:1,3:1,2:0) |
| 28. фебруар | Јапан            | Бугарска        | 11:2     | (3:1,4:1,4:0) |
| 1. март     | Југославија      | Норвешка        | 3:3      | (2:0,0:1,1:2) |
| 1. март     | Румунија         | Швајцарска      | 1:7      | (0:3,0:1,1:3) |
| 2. март     | Западна Немачка  | Бугарска        | 13:1     | (5:0,7:0,1:1) |
| 2. март     | Југославија      | Швајцарска      | 6:3      | (2:0,2:2,2:1) |
| 2. март     | Норвешка         | Јапан           | 5:5      | (2:1,1:1,2:3) |
| 2. март     | Сједињене Државе | Румунија        | 9:1      | (4:1,1:0,4:0) |
| 4. март     | Сједињене Државе | Норвешка        | 9:2      | (4:0,2:1,3:1) |
| 4. март     | Југославија      | Бугарска        | 6:0      | (1:0,5:0,0:0) |
| 4. март     | Јапан            | Швајцарска      | 3:2      | (2:0,0:2,1:0) |
| 4. март     | Западна Немачка  | Румунија        | 5:2      | (0:1,1:0,4:1) |
| 5. март     | Југославија      | Јапан           | 8:2      | (6:1,2:0,0:1) |
| 5. март     | Сједињене Државе | Швајцарска      | 12:3     | (2:1,6:1,4:1) |
| 5. март     | Западна Немачка  | Норвешка        | 3:0      | (0:0,3:0,0:0) |
| 5. март     | Румунија         | Бугарска        | 6:2      | (2:0,2:0,2:2) |

| 7  | Сједињене Државе | 7 | 7 | 0 | 0 | 70 | 11 | +59 | 14 |
| 8  | Западна Немачка  | 7 | 6 | 0 | 1 | 34 | 13 | +21 | 12 |
| 9  | Норвешка         | 7 | 3 | 2 | 2 | 26 | 28 | -2  | 8  |
| 10 | Југославија      | 7 | 3 | 1 | 3 | 28 | 16 | +12 | 7  |
| 11 | Јапан            | 7 | 3 | 1 | 3 | 26 | 35 | -9  | 7  |
| 12 | Швајцарска       | 7 | 2 | 0 | 5 | 22 | 31 | -9  | 4  |
| 13 | Румунија         | 7 | 2 | 0 | 5 | 21 | 38 | -17 | 4  |
| 14 | Бугарска         | 7 | 0 | 0 | 7 | 11 | 67 | -56 | 0  |

## Светско првенство Група Ц – Галац, Румунија
У Групи Ц су се такмичиле седам репрезентације које су се бориле од петнаестог до двадесетпрвог места.
| Датум       | Репрезентација | Репрезентација | Резултат | Трећине       |
| ----------- | -------------- | -------------- | -------- | ------------- |
| 13. фебруар | Италија        | Данска         | 3:1      | (0:0,0:0,3:1) |
| 13. фебруар | Аустрија       | Француска      | 7:2      | (1:0,2:2,4:0) |
| 13. фебруар | Мађарска       | Холандија      | 7:1      | (1:1,3:0,3:0) |
| 14. фебруар | Француска      | Холандија      | 9:2      | (6:0,2:0,1:2) |
| 14. фебруар | Италија        | Белгија        | 8:2      | (1:2,5:0,2:0) |
| 15. фебруар | Аустрија       | Данска         | 4:3      | (2:3,2:0,0:0) |
| 16. фебруар | Холандија      | Белгија        | 7:1      | (1:1,4:0,2:0) |
| 16. фебруар | Италија        | Француска      | 4:1      | (0:1,2:0,2:0) |
| 16. фебруар | Аустрија       | Мађарска       | 3:2      | (3:1,0:0,0:1) |
| 18. фебруар | Аустрија       | Белгија        | 11:0     | (3:0,3:0,5:0) |
| 18. фебруар | Холандија      | Данска         | 3:3      | (0:0,1:2,2:1) |
| 18. фебруар | Италија        | Мађарска       | 3:6      | (5:0,3:3,3:0) |
| 19. фебруар | Данска         | Белгија        | 11:4     | (4:1,2:1,5:2) |
| 19. фебруар | Француска      | Мађарска       | 4:2      | (2:0,0:1,2:1) |
| 19. фебруар | Италија        | Холандија      | 6:1      | (3:0,2:1,1:0) |
| 21. фебруар | Аустрија       | Холандија      | 9:2      | (3:1,4:0,2:1) |
| 21. фебруар | Мађарска       | Белгија        | 15:2     | (5:1,3:0,7:1) |
| 21. фебруар | Француска      | Данска         | 2:0      | (0:0,1:0,1:0) |
| 22. фебруар | Француска      | Белгија        | 11:0     | (4:0,2:0,5:0) |
| 22. фебруар | Мађарска       | Данска         | 6:2      | (4:2,1:0,1:0) |
| 22. фебруар | Аустрија       | Италија        | 3:3      | (2:3,0:0,1:0) |

| 15 | Аустрија  | 6 | 5 | 1 | 0 | 37 | 12 | +25 | 11 |
| 16 | Италија   | 6 | 4 | 1 | 1 | 27 | 14 | +13 | 9  |
| 17 | Француска | 6 | 4 | 0 | 2 | 29 | 15 | +14 | 8  |
| 18 | Мађарска  | 6 | 4 | 0 | 2 | 38 | 15 | +23 | 8  |
| 19 | Данска    | 6 | 1 | 1 | 4 | 20 | 22 | -2  | 3  |
| 20 | Холандија | 6 | 1 | 1 | 4 | 16 | 35 | -19 | 3  |
| 21 | Белгија   | 6 | 0 | 0 | 6 | 9  | 63 | -54 | 0  |

### Коначни пласман учесника
| #  | Репрезентација   |
| -- | ---------------- |
| 1  | Совјетски Савез  |
| 2  | Шведска          |
| 3  | Чехословачка     |
| 4  | Финска           |
| 5  | Источна Немачка  |
| 6  | Пољска           |
| 7  | Сједињене Државе |
| 8  | Западна Немачка  |
| 9  | Норвешка         |
| 10 | Југославија      |
| 11 | Јапан            |
| 12 | Швајцарска       |
| 13 | Румунија         |
| 14 | Бугарска         |
| 15 | Аустрија         |
| 16 | Италија          |
| 17 | Француска        |
| 18 | Мађарска         |
| 19 | Данска           |
| 20 | Холандија        |
| 21 | Белгија          |